# Garići
Garići (cyr. Гарићи) – wieś w Bośni i Hercegowinie, w Republice Serbskiej, w gminie Kotor Varoš. W 2013 roku liczyła 498 mieszkańców.